# Siège de Huy (1595)
Pour les articles homonymes, voir Siège de Huy.
Guerre de Quatre-Vingts Ans
Batailles
- Chronologie de la guerre de Quatre-Vingts Ans
- Valenciennes
- Austruweel
- Rheindalen
- Heiligerlee
- Jemmingen
- Jodoigne
- Brielle
- 1er Flessingue
- Malines
- Goes
- Mons
- Haarlem
- 2e Flessingue
- Borsele
- Zuiderzee
- Alkmaar
- Leyde
- Reimerswaal
- Mook
- Lillo
- Zierikzee
- 1er Anvers
- 1er Bréda
- Gembloux
- Rijmenam
- 1er Deventer
- Maastricht
- 2e Bréda
- Açores
- 2e Anvers
- 3e Anvers
- Boksum
- Zutphen
- 1er Berg-op-Zoom
- Gravelines
- 3e Bréda
- 2e Deventer
- Groningue
- Huy
- 1er Groenlo1
- 2e Groenlo
- Turnhout
- Nieuport
- Ostende
- L'Écluse
- 3e Groenlo
- Saint-Vincent
- Gibraltar
- Saint-Vincent (1621)
- 2e Berg-op-Zoom
- 4e Bréda
- 4e Groenlo
- Matanzas
- Bois-le-Duc
- Abrolhos
- Slaak
- Maastricht
- 5e Bréda
- Cabañas
- Calloo
- Les Downs
- Saint-Vincent (1641)
- Hulst
- Cavite

Le siège de Huy de 1595 est un épisode de la Guerre de Quatre-Vingts Ans au cours duquel la ville et le château de Huy, en principauté de Liège, sont d'abord pris le 6 février par les troupes des états généraux, menées par Charles de Héraugière, avant d'être assiégés par les troupes espagnoles de Pedro Enríquez de Acevedo, menées par Valentin de Pardieu, seigneur de La Motte. Le siège se termine le 20 mars par la capitulation des troupes des états généraux.

## Contexte
Le roi Philippe II d'Espagne ne veut pas reconnaître Henri de Navarre comme roi de France et, à ce titre, déclare ne pas vouloir mener une guerre contre le peuple français, mais exclusivement contre Henri. Peu après cette déclaration, la guerre éclate le long des frontières : l'Artois, fief de Philippe, mais aussi la Picardie, alors française, sont le théâtre de combats.
Les états généraux cherchent un couloir d’accès pour rallier au plus vite les troupes de Philippe de Nassau, qui se sont unies à celles du duc de Bouillon. La route la plus courte traverse la principauté de Liège, territoire neutre alors dirigé par le prince-évêque Ernest de Bavière. Afin d'emprunter cette route, la possession d'une place-forte comme le château de Huy était indispensable. Depuis la prise de Bréda, les états généraux envisagent de s'emparer de Huy, mais le château, construit en hauteur sur un rocher, est considéré comme imprenable : le pont de pierre qui y mène en traversant la Meuse est gardé par des canons opérés depuis le château qui le surplombe. La stratagème imaginé consiste à introduire des mutins italiens dans la ville et le château, afin d'ensuite se joindre aux forces des états généraux pour chasser les Espagnols hors des frontières méridionales. Charles de Héraugière (qui a déjà mené l'attaque surprise sur Breda) reçoit pour mission de s'emparer de Huy.

## L'attaque surprise de Héraugière
Charles de Héraugière donne l'ordre à trente hommes de s'introduire dans la ville et de se cacher dans une maison, construite en contrebas de l'éperon rocheux où est perché le château. Dans la nuit du 5 au 6 février, les hommes gravissent l'éperon rocheux puis, à l'aide d'une échelle de corde, montent par une fenêtre à l'intérieur du château. Ils parviennent à maîtriser la garde et, connaissant bien les lieux et ses habitudes, tendent une embuscade aux habitants venant assister à la messe. Un à un, les principaux habitants sont bâillonnés et enfermés. Le lendemain matin, Héraugière se tient devant la ville avec dix-huit cents hommes, et la ville se rend sans offrir de résistance,.

## Pillage et violences
Bien que Huy bénéficie de la neutralité liégeoise pendant la guerre, la population souffre grandement de l'occupation de la ville par les troupes protestantes de Héraugière : les églises sont pillées et victimes de la furie iconoclaste, les femmes sont violées, les riches sont extorqués et les pauvres qui ne peuvent pas payer de rançon sont tués. Le prince-évêque s'en plaint aux princes allemands, mais ceux-ci sont impuissants. Les États affirment qu'ils ne quitteront la ville qu'après la conclusion de la paix et après que les Espagnols auront quitté les villes occupées. Le prince-évêque fait alors appel au comte Fuentes, gouverneur des Pays-Bas espagnols.

## Le siège par La Motte

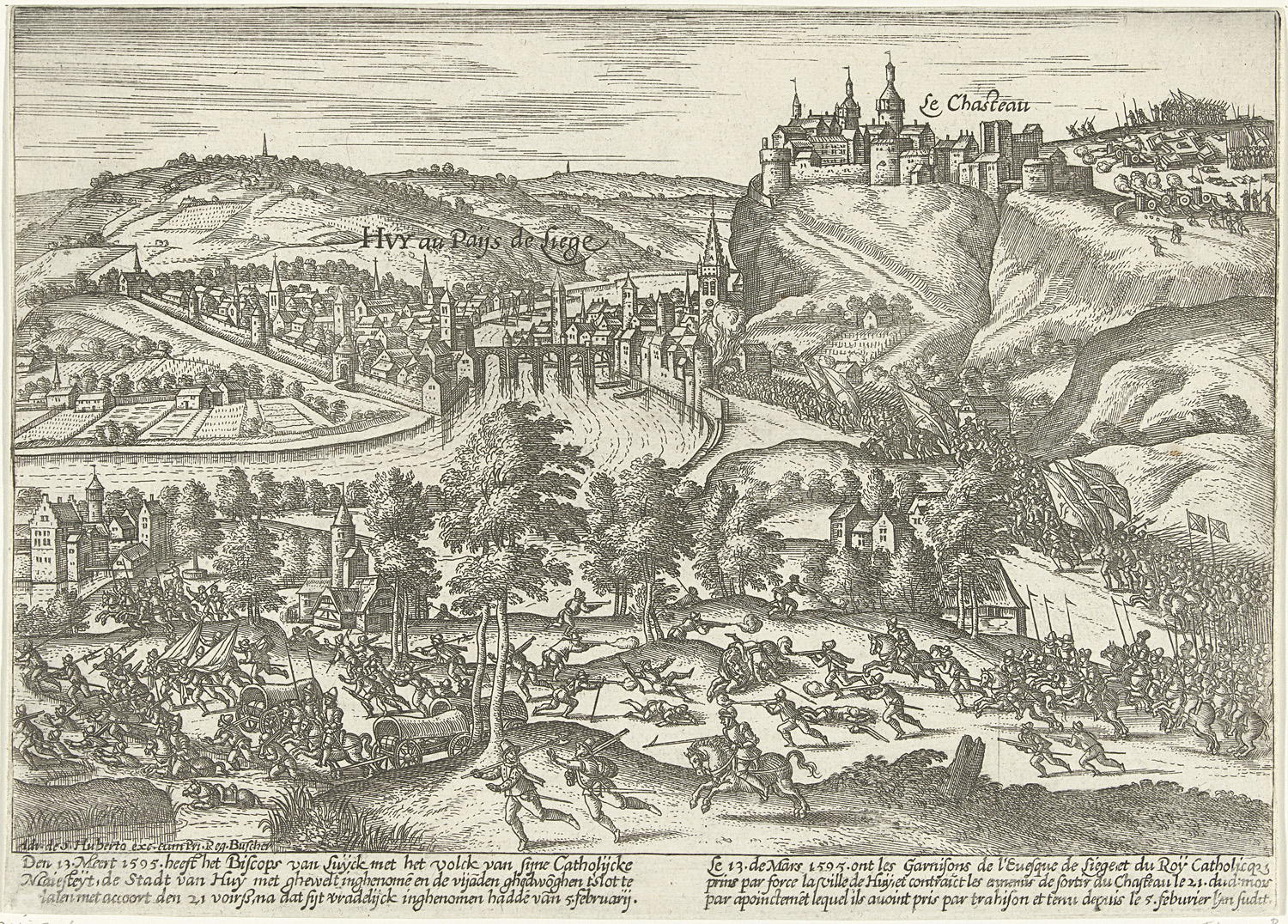
Reprise de Huy par La Motte

Fuentes envoie immédiatement Valentin de Pardieu, seigneur de La Motte, avec une armée de 6 000 hommes pour assiéger la ville. L'armée est composée de deux tercios dirigés par Don Luis de Velasco (en) et Don Antonio de Zúñiga, deux régiments allemands, trois régiments wallons, et plusieurs pièces d'artillerie.
Dans le camp d'en face, la majorité des forces protestantes est composée de troupes hollandaises, environ 1 800 hommes, ainsi qu'un régiment d'Écossais commandé par le général Barthold Balfour, et un contingent de huguenots,.
Les murs du château et de la ville sont si faibles qu'un seul coup de canon espagnol suffit à créer une brèche assez grande pour pénétrer dans l'enceinte. Les troupes des états généraux ne parviennent pas à contenir l'offensive, et Héraugière doit capituler et rendre la ville le 20 mars en échange d'une retraite libre.

## Nouveau pillage
Martín Antonio Delrío rapporte qu'après la capitulation, « la vengeance divine fit alors éprouver aux Hutois, toujours mal disposés en faveur des catholiques, des châtiments aussi justes que tardifs. Ils furent dépouillés de tout leur mobilier, que le soldat vainqueur céda à vil prix à des marchands namurois, liégeois et maestrichtois accourus à cette fin ; le fleuve offrait toute facilité pour le transport des achats, à tel point qu'on s'empara des fenêtres, des portes et d'autres objets de quelque prix. Les soldats demeurés les derniers firent rafle du reste. »

## Conséquences
Fuentes veut occuper la ville au nom de l'Empire espagnol, mais Philippe II ordonne que la ville soit rendue au prince-évêque :  les troupes espagnoles se retirent le 23 mars, laissant le château aux mains du capitaine Juan de Zornoza et d'une garnison de 150 soldats, en attendant la fin des réparations de l'artillerie endommagée et l'arrivée des troupes du prince-évêque.
Les États échouent dans leur entreprise et la violation de la neutralité porte atteinte à leur réputation.